# Llamadas telefónicas (libro)
Llamadas telefónicas es el primer libro de cuentos del escritor chileno Roberto Bolaño (1953-2003), publicado por primera vez en noviembre de 1997 por la Editorial Anagrama en las colecciones Narrativas hispánicas y Compactos, en la ciudad de Barcelona, España.
Este fue el primer libro de Bolaño en ser publicado sin necesidad de probar suerte enviándolo a diversas editoriales, puesto que la publicación previa de Estrella distante, también en Anagrama, dio comienzo a una estrecha relación laboral y de amistad entre él y Jorge Herralde, propietario de la editorial.
Llamadas telefónicas posteriormente fue lanzado por la misma editorial junto con sus libros de cuentos Putas asesinas y El gaucho insufrible en un único libro llamado Cuentos.

## Estructura
| «¿Quién puede comprender mi terror mejor que usted?» —Chéjov. Epígrafe del libro. |

El libro, dedicado a su esposa Carolina López, está conformado por catorce cuentos divididos en tres partes tituladas como el último cuento de cada una: la primera, Llamadas telefónicas, incluye los cinco primeros cuentos; la segunda, Detectives, otros cinco, y la última, Vida de Anne Moore, los cuatro restantes.
Las tres partes difieren su temática. Llamadas telefónicas trata fundamentalmente sobre historias que tienen como protagonista esencial a la literatura, es decir a los escritores, Detectives está integrada por una serie de cuentos oscuros con un matiz policial, y Vida de Anne Moore trata abierta y enteramente de historias cuyas protagonistas son mujeres, todas fuertes y aguerridas.

## Argumentos
Los cuentos, agrupados en sus tres secciones respectivas, son los siguientes:
1. «Llamadas telefónicas»
  - «Sensini»

Un escritor joven exiliado en Barcelona establece contacto por correspondencia con Luis Antonio Sensini, escritor argentino exiliado en Madrid, quien aconseja al primero sobre el oficio de participar en concursos literarios.[6]
  - «Henri Simon Leprince»

Un escritor francés fracasado adquiere cierta notoriedad durante la Segunda Guerra Mundial ayudando a sus compatriotas de la Resistencia a huir de los colaboracionistas.[7]
  - «Enrique Martín»

Un mal poeta insiste en su obra pidiendo la opinión de su conocido, el narrador; sin embargo, con el tiempo se distancian y solo vuelven a saber el uno del otro en contadas y extrañas circunstancias. Cuento dedicado a Enrique Vila-Matas.[8]
  - «Una aventura literaria»

El poco leído escritor B escribe su primer libro en una editorial importante, donde se burla de distintos escritores exitosos y comerciales, entre ellos A. Para su sorpresa, este último critica positivamente su libro, lo que motiva a B a buscar a A para pedirle explicaciones.[9]
  - «Llamadas telefónicas»

B estuvo enamorado de X, pero ésta lo deja. Años después, B retoma el contacto con X, lo que dará inicio a una intensa y sufrida relación. B llama constantemente a X, pero se dará cuenta de que no es el único en hacerle llamadas.[10]
2. «Detectives»
  - «El Gusano»

Un joven Arturo Belano de dieciséis años decide dejar de ir al colegio en el México, D. F. para en lugar de eso dedicarse a leer, visitar librerías y ver películas. En la calle entablará amistad con un mexicano del norte que siempre está armado, y que según Belano físicamente se asemeja a un «gusano».[11]
  - «La nieve»

Rogelio Estrada, hijo de un comunista chileno que es exiliado en la Unión Soviética, cuenta la historia de su vida en Moscú, bajo el apodo de Roger Strada, ligado a la mafia rusa, a las apuestas deportivas y a las competidoras de salto de altura, durante la disolución soviética y la conformación de la Rusia actual.[12]
  - «Otro cuento ruso»

Un sorche sevillano de la División Azul es enviado como apoyo de la SS a Rusia, donde los nazi son derrotados, y el español se salva por un juego de palabras. La historia llega a oídos de Amalfitano. Cuento dedicado a Anselmo Sanjuán.[nota 1][13]
  - «William Burns»

William Burns, estadounidense de Ventura, cuida a dos mujeres de edades dispares en una casa aislada en un pueblo de montaña, de un hombre a quien ellas llaman «el asesino». Burns va al centro de la ciudad en busca del hombre, pero en cambio regresa con tres perros, dos de los cuales son de las mujeres y estaban perdidos, más uno cuyo propietario irá hasta su casa a recuperarlo. La historia es contada por el mismo Burns a Pancho Monge,[nota 2] policía se Santa Teresa, Sonora.[14]
  - «Detectives»

Contreras y Arancibia, dos detectives chilenos de izquierdas, viajan en vehículo sosteniendo un diálogo acerca de la predilección de los latinos por las armas blancas por sobre las de fuego; de la cobardía de los chilenos, y del recuerdo de cuando se reencontraron con Arturo Belano, antiguo compañero de colegio de ambos, detenido, luego de su regreso de México, tras el Golpe de Estado de 1973.[15]
3. «Vida de Anne Moore»
  - «Compañeros de celda»

El narrador, posiblemente Arturo Belano, mantiene una intensa relación sexual con Sofía, vasca de Bilbao que, como él, también estuvo presa en noviembre de 1973. Pero Sofía tiene otros amantes, y tanto su salud física como mental acabarán progresivamente deteriorándose.[16]
  - «Clara»

El narrador cuenta su relación con Clara, a quien conoce en Barcelona siendo esta apenas mayor de edad, y que vive en el sur de España. Aunque el amor no perdura y ambos continúan con sus vidas (la de Clara es trágica y abundante en desilusiones), pasan los años y este no puede nunca cortar del todo su lazo afectivo con ella.[17]
  - «Joanna Silvestri»

Joanna Silvestri, actriz porno de 37 años postrada en una clínica de Nimes, recuerda su relación amorosa con su antiguo partenaire Jack Holmes, durante una visita de trabajo a Los Ángeles; todo esto mientras es entrevistada por un detective chileno.[nota 3] Cuento dedicado a Paula Massot,[19] esposa de Enrique Vila-Matas.[20]
  - «Vida de Anne Moore»

La vida de Anne Moore, estadounidense de Chicago pero criada en Great Falls (Montana), se narra a partir de sus innumerables fracasos amorosos: un pintor mediocre, un mexicano traficante de drogas, un negro conversador con vocación de proxeneta, un surcoreano trabajador y asiduo a los cines pornográficos, un obrero de la construcción, el mismo narrador (posiblemente Arturo Belano), entre otros, son los hombres que rodean a Anne por sus tránsitos por San Francisco, Seattle, México, D. F., Barcelona, Gerona y varios otros lugares, no teniendo mucha mejor suerte que Susan, su única hermana.[21]

## Recepción y crítica

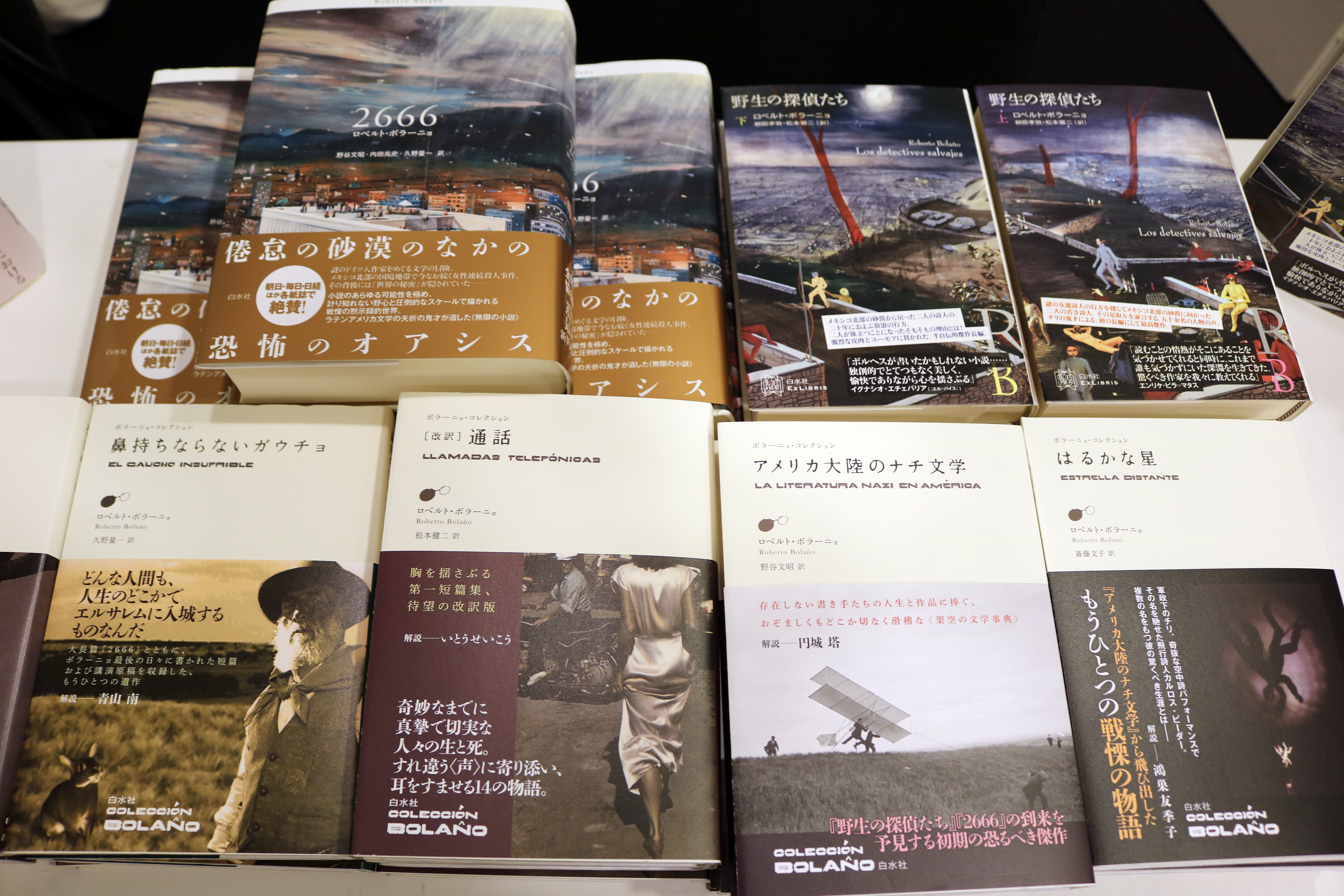
Llamadas telefónicas (abajo, segundo de izquierda a derecha) junto a otros libros de Bolaño traducidos al japonés.

Al igual que sus dos novelas anteriores La literatura nazi en América y Estrella distante, este libro recibió positivas reseñas en la prensa literaria. Ignacio Echevarría, con quien comenzaría una buena relación de amistad y que se convertiría tras la muerte de Bolaño en el editor de sus obras póstumas Entre paréntesis y 2666, ya había escrito una buena crítica en El País sobre Estrella distante, repitiendo en esta ocasión su admiración por Llamadas telefónicas. El crítico Masoliver Ródenas también repitió su entusiasmo, luego de haber escrito en La Vanguardia positivamente acerca de La literatura nazi en América.
La obra también llamó la atención de Mihály Dés y Fernando Valls, directores de las revistas literarias Lateral y Quimera, respectivamente. Enrique Vila-Matas, otro escritor con quien había comenzado una relación de amistad, se refiere a Bolaño en una de sus crónicas de El País como «el mejor escritor chileno actual».
En Chile recibió un gran recibimiento por parte de los críticos Rodrigo Pinto y Patricia Espinosa, habiendo esta última ya descubierto al autor en Estrella distante, sentenciando entonces que «Roberto Bolaño se nos viene a situar de golpe como uno de los mejores narradores chilenos de hoy».
Pese a las excelentes críticas, al igual que sus obras anteriores, Llamadas telefónicas no tuvo una gran respuesta en ventas, si bien duplicó las ventas conseguidas por Estrella distante el primer año. En todo el mundo totalizó 2651 y 849 ejemplares vendidos durante el primer y segundo año, respectivamente.

## Análisis de la obra
«Sensini» es considerado por varios críticos el mejor cuento del escritor. En una nota preliminar de su libro Monsieur Pain (1999), Bolaño dice que este cuento narra sus postulaciones a concursos de provincia durante 1984, año en que obtuvo dos premios con Monsieur Pain, pero con dos títulos diferentes.
Los cuentos «Sensini», «Enrique Martín» y «Una aventura literaria» son para las investigadoras Andrea Cobas y Verónica Garibotto «pequeñas fábulas sobre las posibilidades del escritor contemporáneo» que «giran alrededor de la tensión entre mercado, consagración y resistencia». En el tercero de los cuentos, el protagonista se ajusta completamente a las reglas del mercado editorial; en el segundo, Enrique Martín se vende al mercado, pero mantiene un trabajo íntimo paralelo; y en el primero, los personajes entran en la industria, pero sin aceptar del todo sus reglas. Esta ética de «Sensini», para Cobas y Garibotto, se asemeja a la de Arturo Belano en Los detectives salvajes, cuando intenta ingresar en el mercado escribiendo novelas, pero sin por ello dejar de burlarse de los distinguidos círculos literarios.
El cuento «Detectives» es una historia basada en hechos reales vividos por el autor.
«Joanna Silvestri» profundiza sobre la búsqueda de Carlos Wieder, el criminal protagonista de la novela Estrella distante y de la última biografía de La literatura nazi en América. Según el investigador argentino Ezequiel De Rosso, el personaje de Jack Holmes alude a John Holmes, actor porno de las décadas de 1970 y 1980 conocido por su prolífica carrera y el tamaño de su miembro.
En cuanto a «Vida de Anne Moore», el académico Chris Andrews relaciona a su protagonista con la de la novela Amuleto, como ejemplos del interés de Bolaño por la «experiencia episódica» por sobre la «diacrónica», de acuerdo con la clasificación del filósofo inglés Galen Strawson. De acuerdo con Andrews, la estadounidense Anne Moore —cuyo nombre suena parecido a la frase «and more», que significa «y más, y más»— es una mujer que vive continuamente en el presente buscando al amor perfecto, y rechaza tanto el futuro como el pasado.

## Premios
El cuento «Sensini» obtuvo en 1997 el Premio Literario Kutxa Ciudad de San Sebastián, al mejor cuento en castellano, siendo publicado en una pequeña edición de 36 páginas. Este premio ya había sido ganado en 1994 por Bolaño, en la categoría de libro de poesía en castellano, por su libro Los perros románticos.
El libro obtuvo además el Premio Ámbito Literario de Narrativa y el Premio Municipal de Santiago de Chile 1998, en la modalidad de cuento.